# Heurlin (släkt)
Det finns flera släkter med efternamnet Heurlin. Den mest kända härstammar från frälsebonden Per Nilsson, död 1686, från Hörda by, Bergs socken, nuvarande Ljungby kommun i Kronobergs län.

## Släkten Heurlin från Hörda
Nedanstående släktträd är baserat på uppgifter från Svenskt biografiskt lexikon. Namn som saknas där har hämtats från släktforskningsdatabasen Geni. Dessa uppgifter skall i princip betraktas som mindre tillförlitliga. Släkten Heurlin, varmed avses släkten från Hörda, har publicerats i Svenska släktkalendern 1918 och 1930, där uppgifterna kan kontrolleras.

### Släktträd (urval)
Per Nilsson (död 1686, cirka 80 år gammal), frälsebonde i Hörda, Berga socken, Kronobergs län
- Gunnar Heurlin (död 1698), kyrkoherde i Vetlanda
  - Samuel Heurlin, (död 1741), kaptenlöjtnant, Finland
    - Samuel Niclas  Heurlin (1740–1814), prost i Jämsa, Tavastland, Finland
      - Anders Johan  Heurlin, adlad af Heurlin (1777–1854), statsråd i Finland
        - Johan Wilhelm af Heurlin (1806–1858)[3]
          - Lars Oskar Wilhelm af Heurlin (1844–1875)[4] gift med
          - + Augusta af Heurlin (1847–1918), filantrop

      - Sven Niklas Heurlin (1784–1840), hovrättsassessor i Åbo[5]
        - Augusta Heurlin (1826–1888), skolledare i Åbo[6]

      - Carl Enevald (Edvard) Heurlin, adlad af Heurlin (1790–1844), statsråd i Finland

  - Petrus Heurlin (1674–1719)[7]
    - Isac Heurlin (1708–1786), prost i Vislanda,idag Alvestakommun, Kronobergs län
      - Samuel Heurlin  ((1744–1835), naturvetare och präst
        - Christopher Isac Heurlin (1786–1860), biskop i Växjö stift
          - Samuel Heurlin (1820–1897), docent i pastoralteologi
          - Anders Olof Heurlin (1827–1905), docent i grekiska i Lund och lektor i Göteborg
          - Johan Severin Heurlin (1832–1881)[8]
            - Erik Severin Heurlin (1875–?)[9]
              - Per Heurlin (1912–?), rådman, gift med 
                - Dagmar Heurlin (1919–2008), jurist och politiker

      - Elias Heurlin (1761–1825), matematiker och präst
        - Samuel Heurlin (1803–1856)[10]
          - Carl Gustaf Ehrenfried Heurlin (1829–1875)[11]
            - Carl Herman Heurlin (1864–1912), grosshandlare[12]

        - Jacobina Gustafva Andrée (1821–1897)[13] gift med
        - + Claes Georg Andrée, apotekare
          - Salomon August Andrée (1854–1897), ballongfarare

    - Nils Heurlin (1711–1768), prost i Göteryd, idag Älmhults kommun, Kronobergs län 
      - Sven Erland Heurlin (1758–1827),  häradshövding och lagman, Thorilds vän
        - Nils Agathon Heurlin (1801–1858)[14]
          - Frithiof Heurlin (1836–1916), tidningsman, utgivare av handböcker  m m
            - Erland Heurlin (1865–1947), arkitekt och tecknare
            - Theodor Heurlin (1867–1953), tecknare och målare
            - Johan Heurlin (1893–1951), konstnär

#### Johan Heurlin
Enligt Svenskt biografiskt lexikon  var Frithiof Heurlin far 
till Erland, Theodor och Johan Heurlin, födda 1865, 1867 respektove 1893, Denna upplysning bekräftas av Geni-databasen, som bland annat upplyser om Frithiof Heurlins båda äktenskap.  Uppgiften i Svenska konstnärer att Johan Heurlin skulle vara son till Theodor Heurlin måste därför betraktas som felaktig.

### Finländska adliga ätten af Heurlin
De båda bröderna finländska statsråden Anders Johan Heurlin (1777–1854) och Carl Enevald (Edvard) Heurlin (1790–1844) adlades  i Finland 1830 respektive 1840 med namnet af Heurlin. Den äldre broderns ättegren fortlever i Finland, medan den yngre broderns är utslocknad.

## Andra släkter
Följande personer representerar släkter med efternamnet Heurlin utan känt genealogiskt samband med andra släkter med detta namn.
- Riksdagsmannen Sven Heurlin (1796–1873) från Västra Torsås socken, nuvarande Alvesta  kommun, Kronobergs län, var son till torparen Jacob Andersson och tog själv efternamnet Heurlin.
- Den socialdemokratiske pionjären och skräddarmästaren Carl Martin Heurlin (1860–1936), var född i Särestads socken, nuvarande Grästorps kommun, Västra Götalands län.
- Personer som skriver namnet Hörlin.